# SLC35D2
SLC35D2 (англ. Solute carrier family 35 member D2) – білок, який кодується однойменним геном, розташованим у людей на 9-й хромосомі. Довжина поліпептидного ланцюга білка становить 337 амінокислот, а молекулярна маса — 36 673.
| 10         |  | 20         |  | 30         |  | 40         |  | 50         |
| ---------- |  | ---------- |  | ---------- |  | ---------- |  | ---------- |
| MTAGGQAEAE |  | GAGGEPGAAR |  | LPSRVARLLS |  | ALFYGTCSFL |  | IVLVNKALLT |
| TYGFPSPIFL |  | GIGQMAATIM |  | ILYVSKLNKI |  | IHFPDFDKKI |  | PVKLFPLPLL |
| YVGNHISGLS |  | STSKLSLPMF |  | TVLRKFTIPL |  | TLLLETIILG |  | KQYSLNIILS |
| VFAIILGAFI |  | AAGSDLAFNL |  | EGYIFVFLND |  | IFTAANGVYT |  | KQKMDPKELG |
| KYGVLFYNAC |  | FMIIPTLIIS |  | VSTGDLQQAT |  | EFNQWKNVVF |  | ILQFLLSCFL |
| GFLLMYSTVL |  | CSYYNSALTT |  | AVVGAIKNVS |  | VAYIGILIGG |  | DYIFSLLNFV |
| GLNICMAGGL |  | RYSFLTLSSQ |  | LKPKPVGEEN |  | ICLDLKS    |  |            |

A: Аланін

C: Цистеїн

D: Аспарагінова кислота

E: Глутамінова кислота

F: Фенілаланін

G: Гліцин

H: Гістидин

I: Ізолейцин

K: Лізин

L: Лейцин

M: Метіонін

N: Аспарагін

P: Пролін

Q: Глутамін

R: Аргінін

S: Серин

T: Треонін

V: Валін

W: Триптофан

Задіяний у таких біологічних процесах, як транспорт, альтернативний сплайсинг. 
Локалізований у мембрані, апараті гольджі.